# Eva Vik
Eva Vik (Praga, República Checa, 5 de mayo de 1991) es una directora, guionista y productora de cine checa representados por Ridley Scott Creative Group en todo el mundo. Es conocida por películas como  Serpentine (2023), Raven (2022) y Carte Blanche (2019). Ha sido reconocida con numerosos premios cintematográficos por su carrera en rápido cerecimiento, incluido el Premio al Director Revelación en ek Festival de Cine de Hollywood, el Premio del Público y el Premio al Mejor Género en el Festival de Cine Mammoth, y el Premio alo Mejor Director en el ISA. También fue premiada en el Centre Pompidou por su trilogía transofrmacional Sounds of Sun, Somnio, Samice en 2019. Además, su película más reciente Serpentine (2023) también ha sido nominada al premio X en el Festival de Cine de Tribeca. En 2021, la revista Forbes clasificó a Eva Vik entre las 30 personas menores de 30 años más influyentes.

## Primeros años y educación
A los 10 años, comenzó a interesarse por el mundo del cine y el teatro participando en producciones locales y obras de teatro donde tuvo la oportunidad de realizar pequeños papeles y una primera iniciación a la escritura de guiones. Estas experiencias la llevaron, a la edad de 18 años, a inscribirse en la Royal Academy of Dramatic Art de Londres, lo que le permitió obtener papeles en producciones, algunas de las cuales fueron dirigidas por Shane Black o Mike Figgis. Luego se mudó a París.
Eva Vik es políglota, habla inglés, francés, checo, italiano y polaco.

## Carrera
En 2017, Eva Vik se mudó a Los Ángeles para seguir una carrera como guionista y directora, e hizo su primer cortometraje llamado Sound of Sun, protagonizado por Sean Penn y Suki Waterhouse.
Siguieron varios otros cortometrajes, entre ellos: Carte Blanche con Dylan Sprouse, Suki Waterhouse y Jack Kilmer, que ganó el Premio del Público en el Mammoth Film Festival en 2019 y un Breakout Director Award en el Capri Hollywood International Film Festival en 2020. Y Maestro, con Clara McGregor y Karel Dobrý, que le otorgaron el Premio a la Mejor Dirección y el Gran Premio del Jurado en los Independent Shorts Awards de 2021. 
En 2022 y 2023, Eva Vik escribió y dirigió dos obras de ciencia ficción: Serpentine con Barbara Palvin, Luke Brandon Field y Soo Joo Park, que le valieron una proyección de estreno en el Tribeca Festival, una nominación al Tribeca X Award y el premio a la mejor género cortometraje en el Mammoth Film Festival. Y Raven, lanzado por la revista Vogue, que fue premiado en el festival de cine clasificatorio al Oscar  HollyShorts Film Festival en 2021.
Eva Vik dirigió dos proyectos en colaboración con Bulgari, Serpentine, un cortometraje protagonizado por Barbara Palvin y una campaña de Bulgari Omnia protagonizada por Cailee Spaeny, galardonada con la Copa Volpi en Festival Internacional de Cine de Venecia.

## Vida personal
Eva Vik anunció, en una entrevista con LA Weekly en 2023, que de ahora en adelante llevaría el apellido de soltera Vik de su abuela materna. De hecho, declaró que ya no quería perpetuar la tradición patronímica patriarcal y que, en su lugar, llevaría el nombre de una mujer fuerte que la había influenciado profundamente.
Eva Vik es también, además de su actividad cinematográfica, una filántropa, comprometida con la protección de mujeres y niños víctimas de violencia doméstica en todo el mundo a través de la White Ribbon Campaign.

## Filmografía
| Año  | Film                            | Acreditado como  | Acreditado como | Acreditado como | Notes                                                                                        | Distribuidora             |
| Año  | Film                            | Director de cine | Guionista       | Productor       | Notes                                                                                        | Distribuidora             |
| ---- | ------------------------------- | ---------------- | --------------- | --------------- | -------------------------------------------------------------------------------------------- | ------------------------- |
| 2016 | Sound of Sun                    | Sí               | Sí              | Sí              | Cortometraje, protagonizada Suki Waterhouse & Sean Penn                                      | Centre Pompidou & Nowness |
| 2017 | Somnio                          | Sí               | Sí              | Sí              | Cortometraje, protagonizada Syrie Moskowitz                                                  | Centre Pompidou           |
| 2018 | Good Looking by Suki Waterhouse | Sí               | Sí              | Sí              | Video musical, protagonizada Jordan Barrett & Suki Waterhouse                                | Vevo                      |
| 2018 | Les Inconnus: Escape            | Sí               | Sí              | Sí              | Video y Commercial, protagonizada Jade Weber, Katty Ukhanova, Lauren Taylor                  | Vogue                     |
| 2019 | Butcher Boy                     | Sí               | Sí              | Sí              | Cortometraje, protagonizada Jack Kilmer & Camille Rowe                                       | Dazed                     |
| 2019 | Carte Blanche                   | Sí               | Sí              | Sí              | Cortometraje, protagonizada Dylan Sprouse, Jack Kilmer, Suki Waterhouse, Johnny Whitworth    | Amazon Prime Video        |
| 2019 | Samice                          | Sí               | Sí              | Sí              | Cortometraje, protagonizada Rainey Qualley, Ray Nicholson, Emily Labowe                      | Centre Pompidou           |
| 2020 | Maestro                         | Sí               | Sí              | Sí              | Cortometraje, protagonizada Karel Dobrý, Clara McGregor, Lucky Blue Smith, Annica Lilljeblad | Amazon Prime Video        |
| 2021 | Anima Us                        | Sí               | Sí              | Sí              | Cortometraje, protagonizada Inja Zalta & Dave Davis                                          | Dazed                     |
| 2022 | Raven                           | Sí               | Sí              | Sí              | Cortometraje, protagonizada Stanislav Majer, Barbora Podzimková, Hana Vagnerová, Adam Vacula | Vogue                     |
| 2022 | Oblivion                        | Sí               | Sí              | Sí              | Video musical, protagonizada Remington Leith, Emerson Barrettt, Sebastian Danzig             | Vevo                      |
| 2022 | Fletcher: Better Version        | Sí               | Sí              | Sí              | Video musical, protagonizada Ava Capri, Gavin Leatherwood, Fletcher                          | Vevo                      |
| 2022 | Broken                          | Sí               | Sí              | Sí              | Video musical, protagonizada Inja Zalta, Remington Leith, Emerson Barrett                    | Vevo                      |
| 2023 | Serpentine                      | Sí               | Sí              | Sí              | Cortometraje, protagonizada Barbara Palvin, Luke Brandon Field, Soo Joo Park                 | Nowness                   |
| 2023 | Bulgari Omnia                   | Sí               | Sí              | Sí              | Cortometraje, protagonizada Cailee Spaeny                                                    | TVC                       |

## Premios y reconocimientos

### Premios
| Año  | Obra nominada | Categoría                                                  | Premiado por                         |
| ---- | ------------- | ---------------------------------------------------------- | ------------------------------------ |
| 2019 | Carte Blanche | Premio del público                                         | Mammoth Film Festival                |
| 2020 | Carte Blanche | Breakout Director Award                                    | Capri Hollywood Film Festival        |
| 2020 | Maestro       | Premio del Jurado Mejor Directora                          | Independent Shorts Awards            |
| 2020 | Maestro       | Premio del jurado por logros destacados                    | Independent Shorts Awards            |
| 2020 | Maestro       | Ganador del Premio Platino al Mejor Cortometraje Dramático | Independent Shorts Awards            |
| 2020 | Maestro       | Mejor Cortometraje Femenino                                | Cyrus Film Festival                  |
| 2022 | Serpentine    | Finalista                                                  | Tribeca Film Festival por el X Award |
| 2022 | Serpentine    | Mejor Cortometraje                                         | Mammoth Film Festival                |

### Reconocimientos
| Año  | Reconocimiento | Categoría  |
| ---- | --- | ---------- |
| 2019 | Premio a la Trilogía Transformacional: Sound of Sun, Somnio, and Samice proyectada en la Fundación Centre Pompidou, París | Cine/Artes |